# Binding immunoglobin protein
Binding immunoglobulin protein (BiP), także białko 78 kDa regulowane glukozą (glucose-regulated protein 78 kDa, GRP-78) lub białko 70 kDa szoku cieplnego 5 (HSPA5) – białko opiekuńcze należące do rodziny białek szoku cieplnego o masie cząsteczkowej 70 kDa (HSP70). W ludzkim organizmie kodowane jest przez gen HSPA5. Jest głównym białkiem chaperonowym występującym we wnętrzu siateczki śródplazmatycznej szorstkiej.
BiP uczestniczy w procesie translokacji tworzących się łańcuchów peptydowych z cytoplazmy do wnętrza RER, wiążąc się z domenami hydrofobowymi łańcucha peptydowego po jego wniknięciu do światła cysterny przez translokon. BiP zapewnia prawidłową konformację powstającego białka oraz przytrzymuje je we wnętrzu RER.